# Ján Orosch
Ján Orosch (ur. 28 maja 1953 w Bratysławie) – słowacki duchowny katolicki, arcybiskup trnawski od 2013.

## Życiorys
Święcenia kapłańskie otrzymał 6 czerwca 1976. Inkardynowany do archidiecezji bratysławsko-trnawskiej, służył duszpastersko w parafiach tejże archidiecezji (m.in. w Bratysławie i Šturovie).

### Episkopat
2 kwietnia 2004 papież Jan Paweł II mianował go biskupem pomocniczym archidiecezji bratysławsko-trnawskiej, ze stolicą tytularną Semina. Sakry biskupiej 2 maja 2004 udzielił mu ówczesny arcybiskup metropolita bratysławsko-trnawski Ján Sokol. W 2008, po reorganizacji struktur Kościoła katolickiego na Słowacji, został biskupem pomocniczym nowo powstałej archidiecezji trnawskiej. Po usunięciu z urzędu arcybiskupa Róberta Bezáka przez papieża Benedykta XVI został mianowany 2 lipca 2012 administratorem apostolskim sede vacante archidiecezji trnawskiej. 
11 lipca 2013 został ustanowiony przez papieża Franciszka arcybiskupem diecezjalnym trnawskim. 30 sierpnia 2013 odbył ingres do katedry świętego Jana Chrzciciela w Trnawie i kanonicznie objął swój urząd.